# Boxe nos Jogos Olímpicos de Verão de 1964
O boxe nos Jogos Olímpicos de Verão de 1964 foi realizado em Tóquio, no Japão, com dez eventos disputados entre 11 e 23 de outubro de 1964.

## Eventos do boxe
Masculino: Peso mosca | Peso galo | Peso pena | Peso leve | Peso meio-médio-ligeiro | Peso meio-médio | Peso super-médio | Peso médio | Peso meio-pesado | Peso pesado

## Peso mosca (até 51kg)
| Pos. | País                  | Atletas           |
| ---- | --------------------- | ----------------- |
|      | Itália (ITA)          | Fernando Atzori   |
|      | Polônia (POL)         | Artur Olech       |
|      | Estados Unidos (USA)  | Robert Carmody    |
|      | União Soviética (URS) | Stanislav Sorokin |

## Peso galo (até 54kg)
| Pos. | País                | Atletas              |
| ---- | ------------------- | -------------------- |
|      | Japão (JPN)         | Takao Sakurai        |
|      | Coreia do Sul (KOR) | Chung Shin-Cho       |
|      | México (MEX)        | Juan Fabila          |
|      | Uruguai (URU)       | Washington Rodríguez |

## Peso pena (até 57kg)
| Pos. | País                     | Atletas              |
| ---- | ------------------------ | -------------------- |
|      | União Soviética (URS)    | Stanislav Stepashkin |
|      | Filipinas (PHI)          | Anthony Villanueva   |
|      | Equipe Alemã Unida (EUA) | Heinz Schulz         |
|      | Estados Unidos (USA)     | Charles Brown        |

## Peso leve (até 60kg)
| Pos. | País                  | Atletas              |
| ---- | --------------------- | -------------------- |
|      | Polônia (POL)         | Jozef Grudzien       |
|      | União Soviética (URS) | Vellikton Barannikov |
|      | Irlanda (IRL)         | Jim McCourt          |
|      | Estados Unidos (USA)  | Ronald Harris        |

## Peso meio-médio-ligeiro (até 63,5kg)
| Pos. | País                  | Atletas        |
| ---- | --------------------- | -------------- |
|      | Polônia (POL)         | Jerzy Kulej    |
|      | União Soviética (URS) | Yevgeni Frolov |
|      | Tunísia (TUN)         | Habib Galhia   |
|      | Gana (GHA)            | Eddie Blay     |

## Peso meio-médio (até 67kg)
| Pos. | País                  | Atletas          |
| ---- | --------------------- | ---------------- |
|      | Polônia (POL)         | Marian Kasprzyk  |
|      | União Soviética (URS) | Rikardas Tamulis |
|      | Finlândia (FIN)       | Pertti Purhonen  |
|      | Itália (ITA)          | Silvano Bertini  |

## Peso super-médio (até 71kg)
| Pos. | País                  | Atletas         |
| ---- | --------------------- | --------------- |
|      | União Soviética (URS) | Boris Lagutin   |
|      | França (FRA)          | Joseph Gonzales |
|      | Nigéria (NGR)         | Nojim Maiyegun  |
|      | Polônia (POL)         | Jozef Grzesiak  |

## Peso médio (até 75kg)
| Pos. | País                     | Atletas            |
| ---- | ------------------------ | ------------------ |
|      | União Soviética (URS)    | Valeri Popenchenko |
|      | Equipe Alemã Unida (EUA) | Emil Schulz        |
|      | Itália (ITA)             | Franco Valle       |
|      | Polônia (POL)            | Tadeusz Walasek    |

## Peso meio-pesado (até 81kg)
| Pos. | País                  | Atletas                |
| ---- | --------------------- | ---------------------- |
|      | Itália (ITA)          | Cosimo Pinto           |
|      | União Soviética (URS) | Aleksei Kiselev        |
|      | Bulgária (BUL)        | Aleksandr Nikolov      |
|      | Polônia (POL)         | Zbigniew Pietrzykowski |

## Peso pesado (+ 81kg)
| Pos. | País                     | Atletas         |
| ---- | ------------------------ | --------------- |
|      | Estados Unidos (USA)     | Joe Frazier     |
|      | Equipe Alemã Unida (EUA) | Hans Huber      |
|      | Itália (ITA)             | Giuseppe Ros    |
|      | União Soviética (URS)    | Vadim Emelyanov |

## Quadro de medalhas do boxe
| Ordem | País                   | Medalha de ouro | Medalha de prata | Medalha de bronze | Total |
| ----- | ---------------------- | --------------- | ---------------- | ----------------- | ----- |
| 1     | URS União Soviética    | 3               | 4                | 2                 | 9     |
| 2     | POL Polônia            | 3               | 1                | 3                 | 7     |
| 3     | ITA Itália             | 2               | 0                | 3                 | 5     |
| 4     | USA Estados Unidos     | 1               | 0                | 3                 | 4     |
| 5     | JPN Japão              | 1               | 0                | 0                 | 1     |
| 6     | EUA Equipe Alemã Unida | 0               | 2                | 1                 | 3     |
| 7     | KOR Coreia do Sul      | 0               | 1                | 0                 | 1     |
| 7     | PHI Filipinas          | 0               | 1                | 0                 | 1     |
| 7     | FRA França             | 0               | 1                | 0                 | 1     |
| 10    | BUL Bulgária           | 0               | 0                | 1                 | 1     |
| 10    | FIN Finlândia          | 0               | 0                | 1                 | 1     |
| 10    | GHA Gana               | 0               | 0                | 1                 | 1     |
| 10    | IRL Irlanda            | 0               | 0                | 1                 | 1     |
| 10    | MEX México             | 0               | 0                | 1                 | 1     |
| 10    | NGR Nigéria            | 0               | 0                | 1                 | 1     |
| 10    | TUN Tunísia            | 0               | 0                | 1                 | 1     |
| 10    | URU Uruguai            | 0               | 0                | 1                 | 1     |